# Берлік I
43°39′58″ пн. ш. 73°49′03″ сх. д. / 43.666027777778° пн. ш. 73.817472222222° сх. д.
Берлік I (рос. Берлик I) — станція Жамбильської дирекції Казахстанської залізниці. Залізничний вузол на стику Трансказахстанської залізниці і Турксибу. Розташована в Бірліку Шуського району Жамбильської області.
Від станції відходять лінії:
- на Моїнти (438 км);
- на Алма-Ату I (303 км);
- на Лугову (123 км).

Станція відкрита в 1948 році.
| Казахстан | Це незавершена стаття з географії Казахстану. Ви можете допомогти проєкту, виправивши або дописавши її. |